# 天空：自由滑雪
《天空：自由滑雪》是Xbox独占滑雪电子游戏，是天空系列的第一部作品。《天空》是Xbox首发作品，和2000年艺电的PlayStation 2首发作品《SSX》相比，更注重于特技而非竞速。游戏的成功衍生了续作《天空2》和《天空3》。